# 千種スポーツセンター
千種スポーツセンター（ちくさスポーツセンター）は、愛知県名古屋市千種区星が丘山手121番地にある市営のスポーツ施設である。

## 概要
施設内には、25メートルプール、トレーニング室、軽運動室、体育館（競技場）、フットサルコート、アーチェリー場がある。
Wリーグのトヨタ自動車アンテロープスが本拠地アリーナとして拠点を置いている。ほか、Bリーグのファイティングイーグルス名古屋もサブアリーナとして拠点を置いている。
Fリーグの名古屋オーシャンズも本拠地としてホームゲームを開催している。

## 沿革
- 1998年（平成10年）7月15日：オープン。

## 施設

### 第1競技場
観覧席：1,136席
- ハンドボール／1面
- フットサル／1面
- テニス／2面
- バスケットボール／2面
- バレーボール（9人制）／2面
- バレーボール（6人制）／3面
- 卓球／24台
- バドミントン／10面
- レク・インディアカ／10面

### 第2競技場
観覧席：104席
- 柔道・剣道・空手・なぎなた／各2面

※ 球技ではご利用いただけません。

### 軽運動室
- 卓球、エアロビクスダンス

※ 球技ではご利用いただけません。（卓球を除く）

### トレーニング室
- 32種類100点（クライミングウォールあり）

### 温水プール
- 練習用：25メートル／6コース（水深1.2メートル～1.3メートル）
- 学童用：25メートル／1コース（水深0.8メートル）
- 幼児用：35平方メートル（水深0.5メートル）

### アーチェリー練習場
- 30メートル

### 会議室
- 3室（30名・12名・18名）

### 駐車場
- 99台

## 所在地
- 愛知県名古屋市千種区星が丘山手121番地

## 周辺施設

### 教育施設
- 愛知県立愛知総合工科高等学校
- 名古屋市立東星中学校
- 名古屋市千種図書館

### 公園
- 平和公園
- 東山公園

## 交通アクセス

### 鉄道
名古屋市営地下鉄
- 地下鉄東山線
  - 星ヶ丘駅または東山公園駅から徒歩で約5分。

### バス
名古屋市営バス
- 市バス：星丘11系統
  - 地下鉄自由ヶ丘⇔星ヶ丘行き、「千種スポーツセンター」バス停下車、徒歩ですぐ。